# Сакс, Оливер
Оливер Вольф Сакс (англ. Oliver Wolf Sacks; 9 июля 1933, Лондон — 30 августа 2015, Нью-Йорк) —  американский невролог, писатель и популяризатор науки британского происхождения. Известен своими книгами, в которых описывал клинические истории пациентов с редкими и необычными неврологическими расстройствами, сочетая научную точность с гуманистическим подходом. Его произведения переведены на множество языков и стали бестселлерами по всему миру, оказав влияние на медицинское сообщество и широкую аудиторию.

## Ранние годы и образование
Родился 9 июля 1933 года в Лондоне, в еврейской семье. Его отец, Сэмюэл Сакс, был практикующим врачом, а мать, Мюриэл Элзи Ландау — одной из первых женщин-хирургов в Англии. Племянник израильского политика Аббы Эвена, двоюродный брат режиссёра Джонатана Линна.
В 1939 году, с началом Второй мировой войны и угрозой бомбардировок Лондона, шестилетний Оливер и его брат Майкл были эвакуированы в интернат в Мидлендсe. Этот период оказался трудным для него: строгая дисциплина и жестокое обращение со стороны учителей оставили глубокий след в его памяти. Позже Сакс описывал эти годы как травматичные и полные одиночества. В интернате Оливер полностью отказался от веры в Бога.
В 1951 году Сакс поступил в Куинз-колледж Оксфордского университета, где в 1954 году получил степень по психологии, а в 1958 году степень по медицине. Интернатуру Сакс проходил в больнице Мидлендса.
В 1961 году он переехал в Соединённые Штаты и продолжил работу в Калифорнийском университете в Лос-Анджелесе. Там он специализировался в области неврологии и невропатологии.

## Карьера
В 1965 году Сакс переехал в Нью-Йорк и начал работать в больнице Альберта Эйнштейна в Бронксе, где позже стал профессором неврологии. В 1966 году он начал работу в больнице Бет Абрахам, где встретил группу пациентов, переживших эпидемию летаргического энцефалита в 1920-х годах. Некоторые пациенты находились в кататоническом состоянии на протяжении десятилетий, неспособные двигаться или общаться. С помощью леводопы Саксу удалось «пробудить» этих пациентов, которые ранее считались безнадёжными.
Этот опыт лёг в основу книги «Пробуждение» (англ. Awakenings (book)), вышедшей в 1973 году. Книга была восторженно встречена критиками и аудиторией. В 1974 вышел, основанный на книге, документальный фильм. А в 1990 году книга была экранизирована. В фильме роль Сакса сыграл Робин Уильямс, а Роберт Де Ниро исполнил роль одного из пациентов. Однако книгу, как и все его будущие работы, всё же критиковали за отсутствие чётких границ между драматургией и научной работой.
После успеха «Пробуждения» Сакс продолжил писать книги, в которых сочетал клинические наблюдения с литературным повествованием. В 1985 году он опубликовал «Человек, который принял жену за шляпу», сборник клинических историй о пациентах с разнообразными неврологическими расстройствами. Книга получила широкое признание и укрепила репутацию Сакса как писателя, способного гуманизировать сложные медицинские темы.
В последующие годы Сакс опубликовал более десятка книг, каждая из которых исследует различные аспекты неврологии и человеческого опыта. Среди них:
- Зримые голоса: путешествие в мир глухих (1989) — затрагивает множество тем, связанных c исследованием проблем глухих, включая жестовые языки, неврологию глухоты, историю лечения глухих американцев, а также лингвистические и социальные проблемы, с которыми сталкивается сообщество глухих.
- Антрополог на Марсе (1995) — сборник из семи клинических историй, где рассматриваются такие темы, как аутизм, синдром саванта и нейропластичность.
- Остров дальтоников (англ. The Island of the Colorblind)  (1997) — книга исследует ахроматопсию, присущую жителям островов Микронезии.
- Музыкофилия: рассказы о музыке и мозге (англ. Musicophilia)   (2007) — исследует связь между музыкой и мозгом, описывая случаи пациентов, у которых музыка играет ключевую роль в жизни и лечении.
- Глаз разума (2010) — книга, посвящённая исследованиям людей с нарушениями зрительных функций, включая афазию, агнозию и прозопагнозию.
- Галлюцинации (2012) — книга посвящена феномену галлюцинаций, их причинам и влиянию на восприятие реальности[9].

## Личная жизнь
Сакс был разносторонним человеком с множеством увлечений, многие из которых он подробно описывал в своих автобиографических книгах. В юности он увлекался мотоциклами и даже был членом байкерского клуба. Сакс также увлекался спортом: плаванием и тяжёлой атлетикой. В пауэрлифтинге он побил рекорд штата Калифорния.
В середине 1960-х годов Сакс экспериментировал с различным наркотическими веществами вроде LSD и амфетаминов. Свои эксперименты он подробно описал в книге «Галлюцинации» (2012).
В течение многих лет Сакс скрывал свою сексуальную ориентацию и соблюдал целибат. В 2015 году в своей автобиографии он совершил каминг-аут и признался в своей гомосексуальности. Сакс никогда не был женат, но последние 8 лет перед смертью состоял в отношениях с писателем Биллом Хейсом.

## Болезнь и смерть
В 2006 году у Оливера Сакса была диагностирована меланома хориоидеи правого глаза. Лечение включало лучевую терапию и лазерную хирургию, что привело к потере зрения на правый глаз и нарушению восприятия глубины. Сакс подробно описал свой опыт борьбы с болезнью и адаптации к частичной слепоте в книге «Глаз разума».
В январе 2015 года Сакс узнал, что меланома метастазировала в печень и другие части тела. 30 августа 2015 года он скончался в своём доме в Нью-Йорке в окружении близких людей.

## Награды и почести
В 1996 году Сакс стал членом Американской академии искусств и литературы (отделение литературы). В 1999 году он был избран членом Нью-Йоркской академии наук. В том же 1999 году он стал почётным членом Куинз-колледжа в Оксфорде.
В 2000 году Сакс получил награду Golden Plate Award от Американской академии достижений. В 2002 году он стал членом Американской академии искусств и наук и был удостоен премии Льюиса Томаса 2001 года от Рокфеллеровского университета. Сакс также был членом Королевского колледжа врачей (FRCP).
Сакс — обладатель почётных докторских степеней от Джорджтаунского университета (1990), Университета Тафтса (1991), Папского католического университета Перу (2006) и других.
В 2008 году Сакс получил титул Командора Ордена Британской империи (CBE).
Малая планета 84928 Oliversacks, открытая в 2003 году, была названа в его честь.